# آرامگاه میرزا امین التجار مشهدی
مقبره خانوادگی و آرامگاه میرزا امین التجار مشهدی مدفن امین التجار مشهدی از بزرگترین بازرگانان سبزوار در دوره قاجاریه می‌باشد.
این بنا در سال ۱۳۷۲ با شماره ثبت ۱۲۳۹۷ به جمع آثار ملی ایران پیوست.
بنای این امارت در دوره قاجار احداث گردید که از نظر معماری با طرح و نقشهای مستطیل شکل مشتمل بر صحن کوچک و دو گنبد با تزئینات رسمی بندی و دو اتاق است.
افراد مدفون در این آرامگاه به شرح ذیل می‌باشد:
- میرزا محمد صادق امین التجار مشهدی
- میرزا محمد امینی فرزند میرزا محمد صادق امین التجار
- حاجیه خانم صغری امینی/علوی/ فرزند میرزا محمد صادق امین التجار
- سلطان آغا امینی /صبوری/فرزند میرزا محمد صادق امین التجار
- بیگم آغا علوی /امامی/فرزند میرزا محمد امینی
- قوام علوی فرزند میرزا محمد امینی
- بانو حشمت علوی فرزند قوام
- بی بی طوبی امینی فرزند معاون تولیه
- بانو عذرا کلانتر /علوی/ فرزند نظر علی.

این آرامگاه در سبزوار، میدان کارگر، خیابان حاج ملا هادی سبزواری، کوچه سهند واقع شده است.

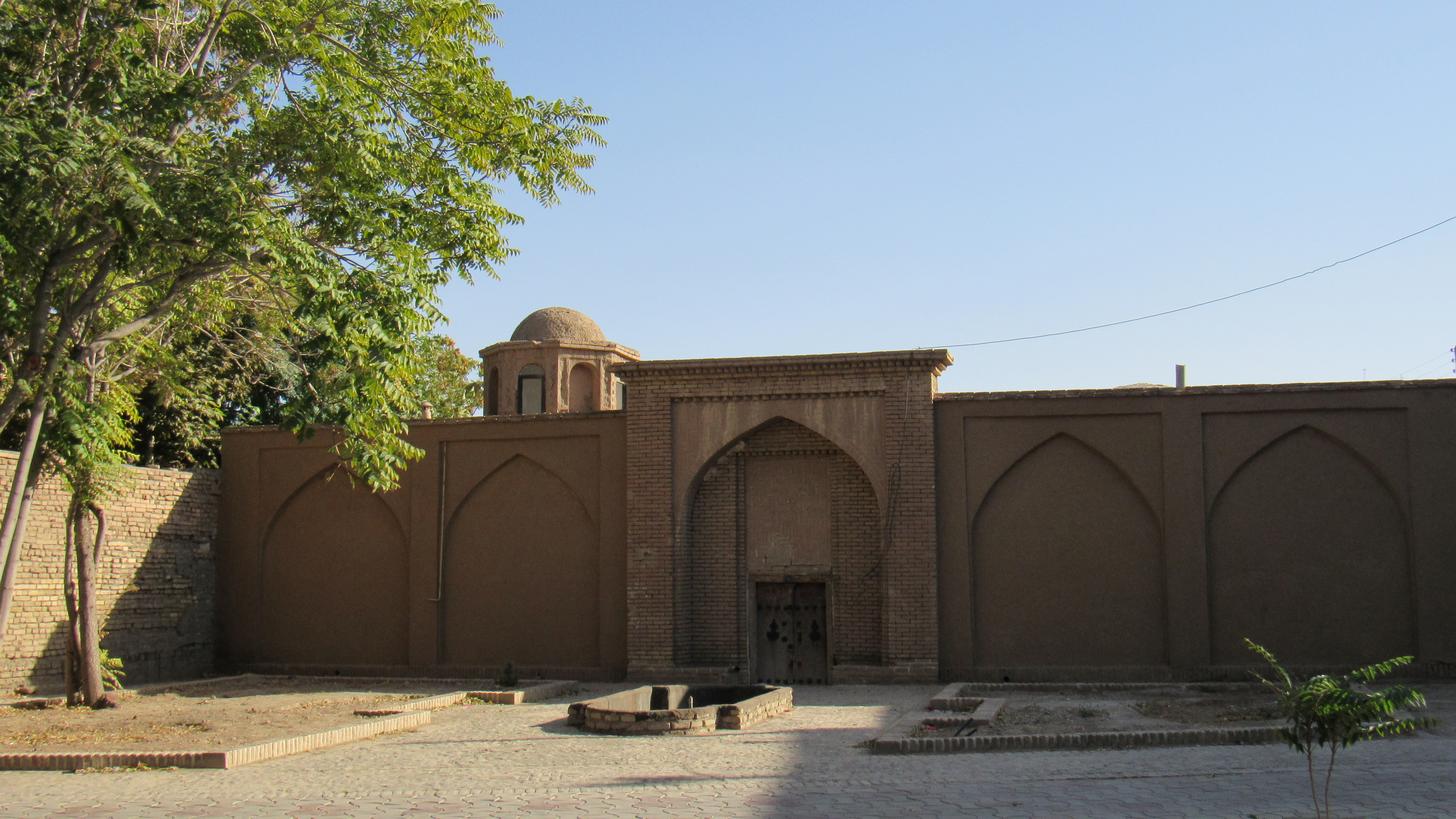
نمای بیرونی آرامگاه

پایگاه میراث فرهنگی سبزوار در این خانه واقع شده است.